# 427. п. н. е.

## Рођења
- Рођен Платон, старогрки филозоф, ученик Сократов, а учитељ Аристотелов.